# Burghfield Bridge
Burghfield Bridge – osada w Anglii, w hrabstwie ceremonialnym Berkshire, w dystrykcie (unitary authority) West Berkshire. Leży 5 km na południowy zachód od centrum miasta Reading i 63 km na zachód od centrum Londynu.